# Butirometría

## Butirometría
Procedimiento para determinar la cantidad de materia grasa que existe en la leche. Puede realizarse mediante un proceso de centrifugación simple (método Fjord), o  a través de la adición de ácidos (Bagcock, Gerber), o bien por gravimetría disolviendo la crema en productos apropiados (Rose-Gottlieb).
- Datos: Q5736154